# Paseo de los Mártires de la Libertad
El paseo de los Mártires de la Libertad (y, por extensión, la avenida de Loring) es una amplia avenida de la ciudad española de Alicante.
Está situado sobre el muelle de Francisco Tomás y Valiente, el muelle del puerto de Alicante paralelo al paseo de la Explanada. Se trata, por tanto, de  una zona de múltiples nombres: El muelle tiene el nombre de Francisco Tomás y Valiente, el paseo que hay sobre el mencionado muelle, el de "Mártires de la Libertad", la calzada contigua es parte de la N-332, el paseo contiguo, Explanada de España.

## Descripción
Tanto el paseo de los Mártires de la Libertad como la avenida de Loring se encuentran íntegramente en el barrio de Ensanche-Diputación. Junto con la avenida Juan Bautista Lafora y la calle Jovellanos, forman un gran eje urbano de 2,25 kilómetros de longitud, con dirección suroeste-noreste, paralelo al puerto y a la playa. Este eje forma parte de la N-332.

### Paseo de los Mártires de la Libertad
Hasta septiembre de 2018, el paseo se denominaba avenida del Conde de Vallellano. La denominación actual hace referencia a los carabineros capitaneados por Pantaleón Boné que fueron fusilados el 14 de febrero de 1844 en Villafranqueza y el 8 de marzo de ese mismo año en Alicante.
La avenida está flanqueada al norte por la Explanada de España y al sur por el puerto de Alicante y su paseo peatonal.

### Avenida de Loring
Debe su nombre al ingeniero, empresario y político español Jorge Loring y Oyarzábal, primer marqués de Casa Loring, que impulsó la construcción de la línea de ferrocarril entre Alicante y Murcia.
El extremo oeste de la avenida de Loring se sitúa en la intersección con las avenidas de Elche y Óscar Esplá y la plaza del arquitecto Miguel López, justo en frente de la Casa del Mediterráneo. Todo el margen norte de esta avenida se encuentra ajardinado: de oeste a este, la plaza del arquitecto Miguel López, la plaza Galicia y el parque de Canalejas. En cambio, el margen sur pertenece al puerto de Alicante y a sus instalaciones. De oeste a este se pueden encontrar la estación de autobuses de Alicante, el peculiar edificio de la Casa del Mar y la sala de exposiciones de la Lonja del Pescado. A partir de este punto, la avenida circula en paralelo al paseo Luz de las Estrellas del puerto. La avenida de Loring y el paseo de los Mártires de la Libertad se conectan mediante una glorieta situada frente al monumento a Canalejas, que separa el parque de Canalejas del paseo de la Explanada.